# 233-я танковая бригада
233-я танковая Днестровская Краснознамённая бригада — танковая бригада Красной армии в годы Великой Отечественной войны участвовала в боях в районе Спас-Деменска, Смоленской операции,
Корсунь-Шевченковской операции, Уманско-Ботошанской операции, Ясско-Кишинёвской операции и Дебреценской операции.

## История формирования
Сформирована на базе 168-го и 188-го отдельного тп в Мичуринске Тамбовской области в период с 20 января по 25 мая 1943 г. как 233-я танковая бригада. Первоначально состояла из двух танковых и одного мотострелково-пулемётного батальонов, истребительной противотанковой батареи и др. подразделений. Входила в состав 5-го механизированного корпуса (с 12 сент. 1944 — 9-го гвардейского механизированного корпуса).
В составе Действующей Армии:с 27.07.1943 по 23.10.1943; с 21.01.1944 по 04.11.1944.
Впервые в бой вступила в июле 1943 на Западном фронте в районе Морошино, Переходы (30— 35 км юго-вост. г. Спас-Деменск). В августе— сентябре в составе корпуса, входившего в 10-ю, затем в 33-ю армию, участвовала в Смоленской наступательной операции, в ходе которой во взаимодействии с 164-й стрелковой дивизией и 9-й механизированной бригадой 23 сентября освободила город Починок.
В конце сентября—октябре 1943 на территории Белоруссии, в районе Ленино, бригада поддерживала наступление 1-й Польской пехотной дивизии им. Т. Костюшко. 24 октября 1943 года вместе с другими соединениями 5-го механизированного корпуса была выведена в резерв Ставки ВГК, а 21 января 1944 года вновь включена в состав действующей армии.
В конце января—феврале 1944 в составе войск 6-й танковой армии 1-го Украинского фронта участвовала в Корсунь-Шевченковской наступательной операции. 28 января в районе г. Звенигородка соединилась с частями 20-го танкового корпуса 5-й гвардейской танковой армии 2-го Украинского фронта, завершив окружение вражеской группировки в составе 10 дивизий и 1 бригады.
Стремительно действовали части бригады в составе 6-й танковой армии 2-го Украинского фронта в Уманско-Ботошанской операции. Пройдя с боями более 200 км, её танковые батальоны 18 марта ворвались в г. Могилёв-Подольский.
За успешные боевые действия на р. Днестр и выход на государственную границу бригада была удостоена почётного наименования «Днестровской» (8 апр. 1944).  В последующем она принимала активное участие в разгроме немецко-фашистских войск на территории Румынии.

За отличия в боях при овладении г. Рымникул-Сэрат вместе с другими соединениями и частями 5-го мех. корпуса была удостоена гвардейского звания (12 сент.)

## Состав
- Бригада формировалась по штату:
- Рота управления
- 1-й отд. танковый батальон
- 2-й отд. танковый батальон
- Мотострелковый батальон
- Противотанковая батарея
- Зенитная батарея
- Рота технического обеспечения
- Медпункт

21.10.1943 - 30.12.1943 была переформирована по штатам № 010/500-010/506.
- Управление бригады (штат № 010/500)
- 1-й отд. танковый батальон (штат № 010/501)
- 2-й отд. танковый батальон (штат № 010/501)
- 3-й отд. танковый батальон (штат № 010/501)
- Моторизованный батальон автоматчиков (штат № 010/502)
- Зенитно-пулемётная рота (штат № 010/503)
- Рота управления (штат № 010/504)
- Рота технического обеспечения (штат № 010/505)
- Медсанвзвод (штат № 010/506)

## Подчинение
| Вышестоящие воинские части 233-й танковой бригады | Вышестоящие воинские части 233-й танковой бригады | Вышестоящие воинские части 233-й танковой бригады | Вышестоящие воинские части 233-й танковой бригады | Вышестоящие воинские части 233-й танковой бригады |
| Дата                                              | Фронт (округ)                                     | Армия                                             | Корпус                                            |                                                   |
| ------------------------------------------------- | ------------------------------------------------- | ------------------------------------------------- | ------------------------------------------------- | ------------------------------------------------- |
| 01.05.1943                                        | Степной военный округ                             |                                                   | 5-й механизированный корпус                       |                                                   |
| 01.06.1943                                        | РВГК                                              |                                                   |                                                   |                                                   |
| 01.08.1943                                        | Западный фронт                                    |                                                   | 5-й механизированный корпус                       |                                                   |
| 01.09.1943                                        | Западный фронт                                    | 33-я армия                                        | 5-й механизированный корпус                       |                                                   |
| 01.10.1943                                        | Западный фронт                                    |                                                   | 5-й механизированный корпус                       |                                                   |
| 01.11.1943                                        | РВГК                                              |                                                   | 5-й механизированный корпус                       |                                                   |
| 01.01.1944                                        | Московский военный округ                          |                                                   | 5-й механизированный корпус                       |                                                   |
| 01.02.1944                                        | 1-й Украинский фронт                              | 6-я танковая армия                                | 5-й механизированный корпус                       |                                                   |
| 01.03.1944                                        | 2-й Украинский фронт                              | 6-я танковая армия                                | 5-й механизированный корпус                       |                                                   |
| 01.10.1944                                        | 2-й Украинский фронт                              | 6-я гвардейская танковая армия                    | 9-й гвардейский механизированный корпус           |                                                   |

## Командиры
- Командиры бригады
- 01.04.1943 - 15.07.1943	Семибратов, Фёдор Фёдорович, майор, с 01.06.1943 подполковник
- 16.07.1943 - 15.03.1944	Чернушевич, Александр Антонович, подполковник
- 16.03.1944 - 15.05.1944	Ковалёв, Никита Григорьевич, майор, с 17.04.1943 подполковник
- 16.05.1944 - 15.08.1944	Чернушевич, Александр Антонович, подполковник
- 16.08.1944 - 14.11.1944	Михно, Николай Михайлович, подполковник
- Начальники штаба бригады
- 18.04.1942 - 18.08.1943	Нечипуренко Степан Яковлевич, майор
- 01.02.1944 - 22.06.1944	Левин, Семён Бенцианович, майор
- Рыжаков Николай Иванович, майор
- Корси Валерий Дмитриевич, капитан
- Военные комиссары бригады, с 09.10.1942 г. - заместители командира бригады по политической части
- 22.04.1943 - 16.06.1943	Дудник Михаил Алексеевич, подполковник
- Начальник политотдела (с июня 1943 г. он же заместитель командира по политической части)
- 22.04.1943 - 01.03.1944	Коротков Степан Давыдович, майор
- 01.03.1944 - 25.03.1944	Соколов Иван Иванович, подполковник
- 19.04.1944 - 04.11.1944	Якимов Валентин Дмитриевич, майор

## Отличившиеся воины
В годы войны за ратные подвиги свыше 2300 воинов бригады награждены орденами и медалями, а 7 присвоено звание Героя Советского Союза:
- Дадашев, Магеррам Акпер оглы, старший сержант, механик-водитель танка.
- Новиков, Ефим Васильевич, старший лейтенант, командир взвода.
- Степанов, Константин Иванович, младший лейтенант, командир танка.